# Apogon norfolcensis
Apogon norfolcensis är en fiskart som beskrevs av Ogilby, 1888. Apogon norfolcensis ingår i släktet Apogon och familjen Apogonidae. Inga underarter finns listade i Catalogue of Life.

## Bildgalleri

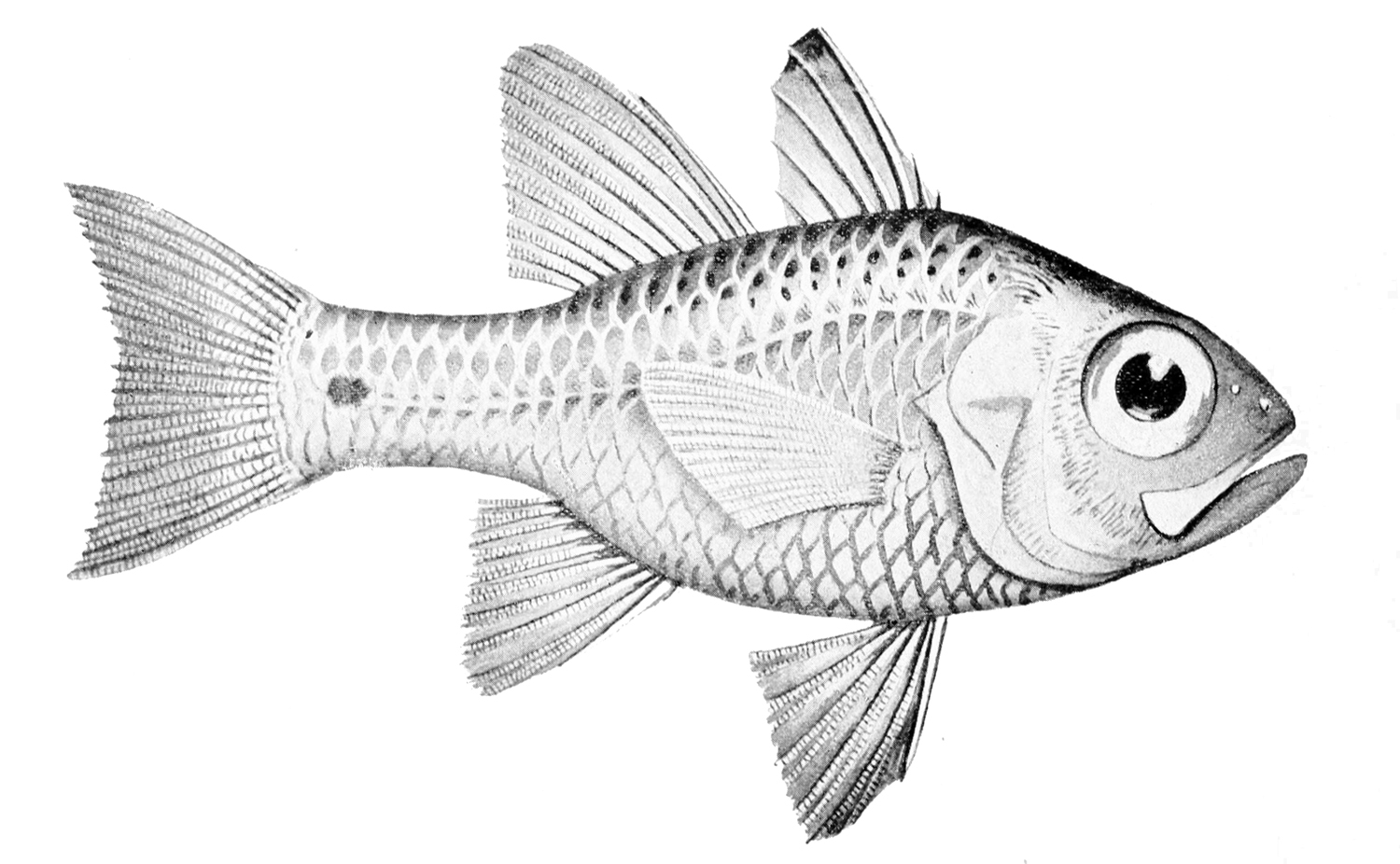